# Aaron Isaakowitsch Sundelewitsch

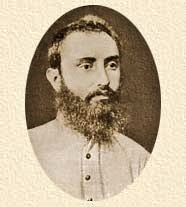
Aaron Sundelewitsch

Aaron Isaakowitsch Sundelewitsch (russisch Аарон Исаакович Зунделевич; geboren 1853 oder 1854 in Vilnius, Russisches Kaiserreich; gestorben 30. August 1923 in London) war ein russischer Sozialrevolutionär (Narodniki).

## Leben
Sundelewitsch wuchs in einer jüdischen Familie der unteren Mittelschicht auf. In den frühen 1870er Jahren trat er der revolutionären Bewegung bei. Als Mitglied der Geheimgesellschaft Land und Freiheit befürwortete er den Einsatz von Terror als Mittel des politischen Kampfes. 1877 schaffte er Ausrüstung aus dem Ausland heran und organisierte eine „freie Presse“ in Sankt Petersburg, die Material der Narodniki verbreitete. Im Herbst 1879 trat er der Organisation Narodnaja Wolja (Volkswille) bei. Als gewähltes Mitglied im Exekutivkomitee war er für die Beziehung zu ausländischen Gruppen verantwortlich. Am 28. Oktober 1879 wurde Sundelewitsch festgenommen und 1880 im Prozess der 16 zu lebenslanger Strafarbeit verurteilt. 1898 wurde er in eine Siedlung bei Tschita überführt und kam nach der Revolution von 1905 wieder frei. 1907 emigrierte er nach England.